# Jan D. Achenbach
Jan Drewes Achenbach (Leeuwarden, 20 de agosto de 1935-22 de agosto de 2020) fue un profesor neerlandés. 

## Biografía
Fue profesor emérito en la Universidad Northwestern. Achenbach nació en la región norte de los Países Bajos, en Leeuwarden. Estudió aeronáutica en la Universidad Técnica de Delft, donde obtuvo una maestría universitaria en ciencias en 1959. Posteriormente, fue a los Estados Unidos, la Universidad Stanford, donde recibió su doctorado en 1962. Después de trabajar durante un año como preceptor en la Universidad de Columbia, fue nombrado profesor asistente en la Universidad Northwestern.
Achenbach ha desarrollado métodos para la detección y caracterización de defectos mediante el uso de transductores de contacto, técnicas de imagen y ultrasonidos basados en láser. También ha desarrollado métodos para la caracterización de capas finas mediante microscopía acústica. El trabajo es de naturaleza tanto analítica como experimental, con una amplia cooperación con investigadores de otras universidades y de organizaciones industriales en proyectos teóricos experimentales. El trabajo en mecánica de la fractura se ha centrado principalmente en la fractura dinámica. También realizó investigaciones sobre acústica estructural y sobre el comportamiento mecánico de materiales compuestos.
Fue editor jefe y fundador de la revista científica Wave Motion.

### Premios y reconocimientos
Durante su extensa trayectoria obtuvo diversos premios y reconocimientos como la Medalla ASME, Medalla Nacional de Ciencia, Medalla Nacional de Tecnología e Innovación, entre otras. Además obtuvo membresías y becas de la Academia Nacional de Ciencias, Academia Nacional de Ingeniería, Academia Estadounidense de las Artes y las Ciencias, ASME, Asociación Estadounidense para el Avance de la Ciencia, Real Academia de Artes y Ciencias de los Países Bajos, Sociedad Acústica de América, entre otras.

## Obras
- Achenbach, J. D. (2003). Reciprocity in elastodynamics. Cambridge University Press. ISBN 978-0-521-81734-9.
- ——; Gautesen, A. K.; McMaken, H. (1982). Ray methods for waves in elastic solids. Pitman Advanced Pub. Program. ISBN 0-273-08453-4.
- —— (1975). A theory of elasticity with microstructure for directionally reinforced composites. Springer. ISBN 978-3-211-81234-1.
- —— (1973). Wave propagation in elastic solids. North-Holland Series in Applied Mathematics and Mechanics. North-Holland. ISBN 0-7204-0325-1.